# Władysław z Rokszyc Zapolski
Władysław z Rokszyc Zapolski herbu Pobóg – stolnik brzeskokujawski w latach 1668-1686, wojski mniejszy sieradzki w latach 1664-1667, wojski piotrkowski w latach 1660-1664.
Był elektorem Michała Korybuta Wiśniowieckiego z województwa sieradzkiego w 1669 roku.